# Павел Решка
Павел Решка (народився 2 травня 1969 в Хощно) – польський журналіст, кореспондент газети «Rzeczpospolita» в Москві у 2003–2006 роках, а з 2006 по 2009 рік керівник відділу розслідувань журналу «Dziennik». У 2013–2017 роках був членом редакційної колегії «Tygodnik Powszechny». З січня 2017 року журналіст видання «Newsweek Polska». У лютому 2019 року  перейшов до тижневика «Polityka», де став керівником національного відділу. Серед інших, брав участь у війнах у Грузії та Україні.

## Нагороди та віднаки
- відзнака за репортажі та розслідувальні тексти щомісячника «Press»
- Нагорода імені Даріуша Фікуса за 2005 рік[6]
- 2008:Премія MediaTory у категорії ProwokaTOR (разом з Міхалом Маєвським)[7]
- у 2010 році: Премія ім. І. Войцеховського за серію статей про Смоленську катастрофу (разом з Міхалом Маєвським)
- у 2016 році: Премія MediaTory у категорії ProwokaTOR [8]
- у 2018 році: почесна відзнака журі премії Радіо ZET. ім. Анджея Войцеховського  за книжку «Маленькі боги 2»[9]
- у 2019 році: Спеціальна премія Радіо ZET ім. Анджея Войцеховського «Журналіст десятиліття» (разом з Б’янкою Міколаєвською та Адамом Пєчинським)[10][11][12]
- у 2022 році: Премія Радіо ZET ім. Анджея Войцеховського за серію репортажів з охопленої війною України[13]

## Публікації
- Місце після імперії, Варшава: Świat Książki – Bertelsmann Media 2007.
- (співавтор: Міхал Маєвський) Далеко від Вавеля, Варшава: Wydawnictwo Czerwone i Czarne, 2010.
- (співавтор: Міхал Маєвський) Далеко від кохання, Варшава:Wydawnictwo Czerwone i Czarne, 2011.
- Жадібність. Як великі компанії нас обманюють, Варшава: Wydawnictwo Czerwone i Czarne, 2016.
- Маленькі боги. Про байдужість польських лікарів, Варшава: Wydawnictwo Czerwone i Czarne, 2017.
- Маленькі боги 2. Як гинуть поляки, Варшава: Wydawnictwo Czerwone i Czarne, 2018.
- Чорні, Варшава: Wydawnictwo Czerwone i Czarne, 2019.
- Столик з видом на Кремль, Варшава: Wydawnictwo Wielka Litera, 2024.

## Переклади українською
2024 року у видавництві «Човен» вийшов український переклад книжки «Столик з видом на Кремль». Перекладач — Олександр Бойченко.

## Зовнішні посилання
- Blog "Reszka świata". pawelreszka.blog.tygodnikpowszechny.pl.
- Reszka, Paweł (1969-). Katalog elektroniczny Biblioteki Narodowej.